# Song Dok-ki
Song Dok-ki (1893 - 1987) was een beoefenaar van de Koreaanse vechtkunst taekgyeon. Hij is vooral bekend geworden als degene die het taekgyeon nieuw leven in heeft geblazen.
Na de Japanse bezetting van Korea (1905 - 1945) en na de Koreaanse Oorlog was het taekgyeon in Korea op sterven na dood. Weinig mensen beoefenden de sport nog. Song Dok-ki was niet de laatst overgebleven beoefenaar, hij was wel de meest actieve.
Song Dok-ki kreeg van verschillende taekwondo leraren het verzoek om hun taekgyeon te onderwijzen en zo het taekgyeon nieuw leven in te blazen. Door zijn inspanningen kreeg Song Dok-ki van de Koreaanse regering het predicaat 'levend cultuurgoed' toebedeeld.
Tot op hoge leeftijd, Song Dok-ki werd 96 jaar, bleef hij het taekgyeon beoefenen en promoten.
Naast taekgyeon beoefende Song Dok-ki ook Koreaans boogschieten: Gung Do.